# Fredy Reyna

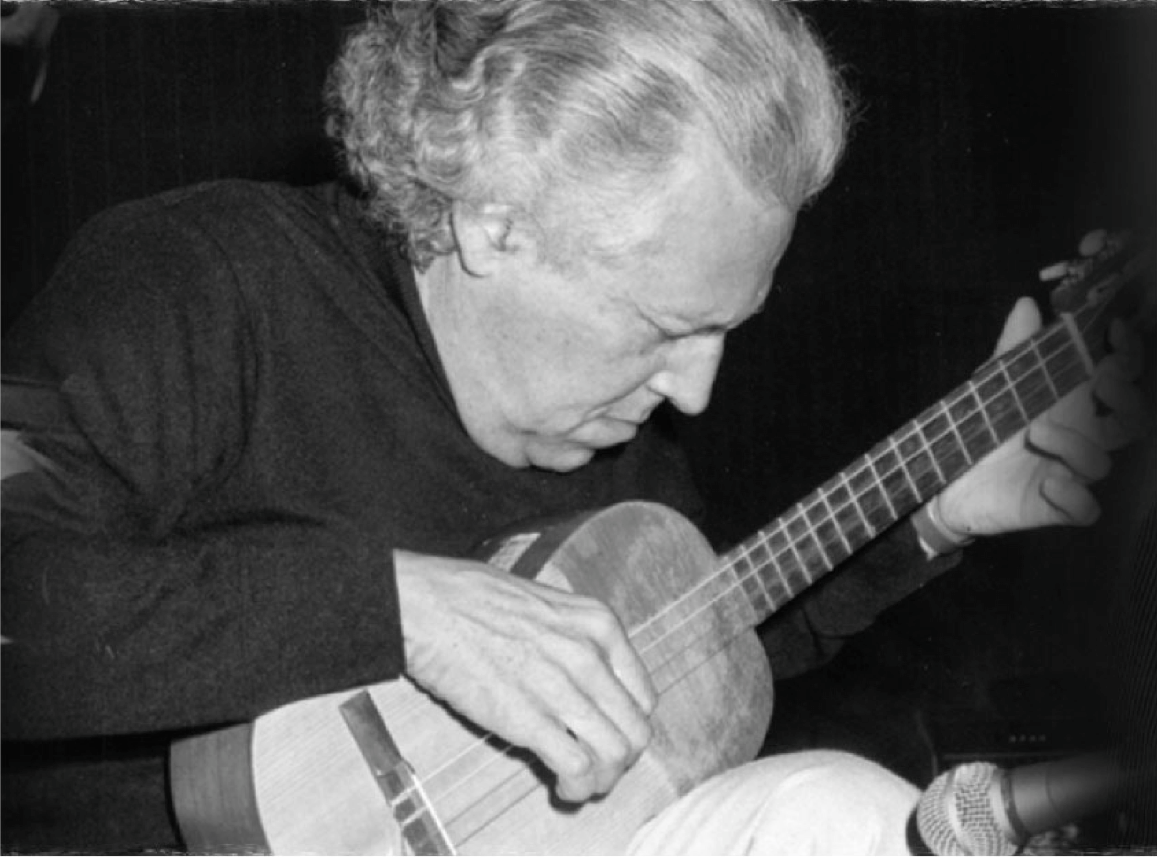
Fredy Reyna

Fredy Reyna (* 3. April 1917 in Caracas; † 26. März 2001 ebenda; vollständiger Name Federico Reyna Revenga) war ein venezolanischer Cuatrospieler und Musikpädagoge.

## Leben
Reyna hatte ab 1933 privaten Gitarrenunterricht bei Raúl Borges. Ab 1935 studierte er Gitarre an der Escuela de Musica y Declamación in Caracas; außerdem studierte er von 1936 bis 1939 an der Escuela de Artes Plásticas. 
Ab 1939 unterrichtete er an der Escuela Experimental Venezuela, später Liceo Andres Bello, dem Instituto Escuela, dem Liceo Luis Espelozín (1945–1946) und dem Liceo Caracas (1945–1947). 1947 studierte er in Paris an Ecole d’Art Apliqueé a l’Industrie de París Bühnentechnik bei Max Bertrand und besuchte einen Kurs für Puppenspiel bei Gastón Baty. 
Nach seiner Rückkehr 1948 nach Venezuela wechselte er von der Gitarre zum Cuatro und spielte Aufnahmen mit dem Harfenisten Ignacio Figueredo ein. 1949 wurde er Direktor der Escuela de Marionetas des venezolanischen Kultusministeriums und gründete mit seiner Frau Lolita Páez das Teatro de Títeres. 
Er entwickelte in der Zeit eine eigene Stimmung des Cuatro und verfasste die Venezuelan Cuatro Method. Von 1958 bis 1966 hielt er sich in Europa auf, wo er Konzerte gab  und die europäische Lautenliteratur der Renaissance studierte. In der Folgezeit gab er Konzerte in Venezuela, den Ländern der Karibik und den USA und spielte zahlreiche Aufnahmen u. a. mit Alirio Díaz, Conny Méndez und Morella Muñoz ein.
In den 1970er Jahren gründete Reyna das Museo del Cuatro. 1978 nahm die anlässlich seines 60. Geburtstages gegründete Fundación Fredy Reyna ihre Arbeit auf, die sich der Förderung der Ausbildung in Musik, Theater und Plastik widmet. 1990 erhielt er den Premio Nacional de Cultura Popular. 1996 erschien unter dem Titel Alfa, Beta, Cuatro sein zweites Cuatro-Lehrbuch.

## Diskographie
- Metodo de Cuatro, 1956
- Piano a cuatro manos (acompañante) Musica instrumental del siglo pasado, 1956
- Cuatro Suites de „Cuatro“, 1957–58
- America en el Cuatro, 1958
- Canciones de America - Morella Muñoz, 1958
- Serenata - Carlos Enrique Reyna, 1958–72
- A mi Caracas - Conny Mendez, 1967
- Valses de Luisa Elena Paisano, 1969
- Fredy Reyna - Solos de Cuatro, 1972
- Fredy Reyna - Solos de Cuatro, 1972
- Danzas y Canciones para los Ninos, 1981
- Homenaje al Libertador Simon Bolivar, 1983
- Cantos y Corridos, 1992
- El Cuatro de Fredy Reyna, 1994
- Fredy Reyna - Cuatro Solista, 1997
- Homenaje a Fredy Reyna - Antolohia del Cuatro, 1998